# 1517

## Esdeveniments
- 31 d'octubre - Wittenberg (Alemanya): Martin Luther exposa les 95 tesis de Wittenberg, on denuncia les indulgències pontifícies i posa les bases de la Reforma protestant.

## Naixements
- 31 de gener o 22 de març - Chioggia (Venècia): Gioseffo Zarlino, teòric de la música i compositor.
- 3 de juliol - Huanggang, Hubei (Xina): Li Shizhen, metge, farmacòleg i erudit xinès de la Dinastia Ming (m. 1593).[1]
- 6 de setembre - Lisboa (Portugal): Francisco de Holanda, pintor, escultor i arquitecte i tractadista portuguès (m. 1585).

- Tortosa: Pere Oliver de Boteller i de Riquer, 71è President de la Generalitat de Catalunya.

## Necrològiques
- 26 de març - Florència: Heinrich Isaac, compositor flamenc.(n. 1450)[2]

- 8 de novembre - Roa (Burgos, Corona de Castella): Francisco Jiménez de Cisneros, cardenal i regent de Castella.